# Badličan
Badličan is een plaats in de gemeente Gornji Mihaljevec in de Kroatische provincie Međimurje. De plaats telt 105 inwoners (2001).